# Arnold Wolf
Arnold Wolf (ur. 1877 na Bukowinie, zm. 1924 w Józefowie) – podpułkownik armii austro-węgierskiej, generał porucznik Ukraińskiej Armii Halickiej.

## Życiorys
W listopadzie 1918 przeszedł na służbę do Armii Halickiej, dowodził 3 Brygadą Piechoty UHA, wraz z nią przeszedł za Zbrucz. W czasie wspólnego ataku na Kijów UHA i Armii URL w sierpniu 1919 został mianowany dowódcą II Korpusu UHA, który walczył we wrześniu 1919 z Armią Ochotniczą w rejonie Łypowca, Nemyrowa, Hajsyna i Bracławia.
Od połowy 1920 przebywał w obozie internowania w Libercu, w czerwcu 1921 został mianowany komendantem obozu internowania w Józefowie, gdzie zmarł.